# 正家廃寺

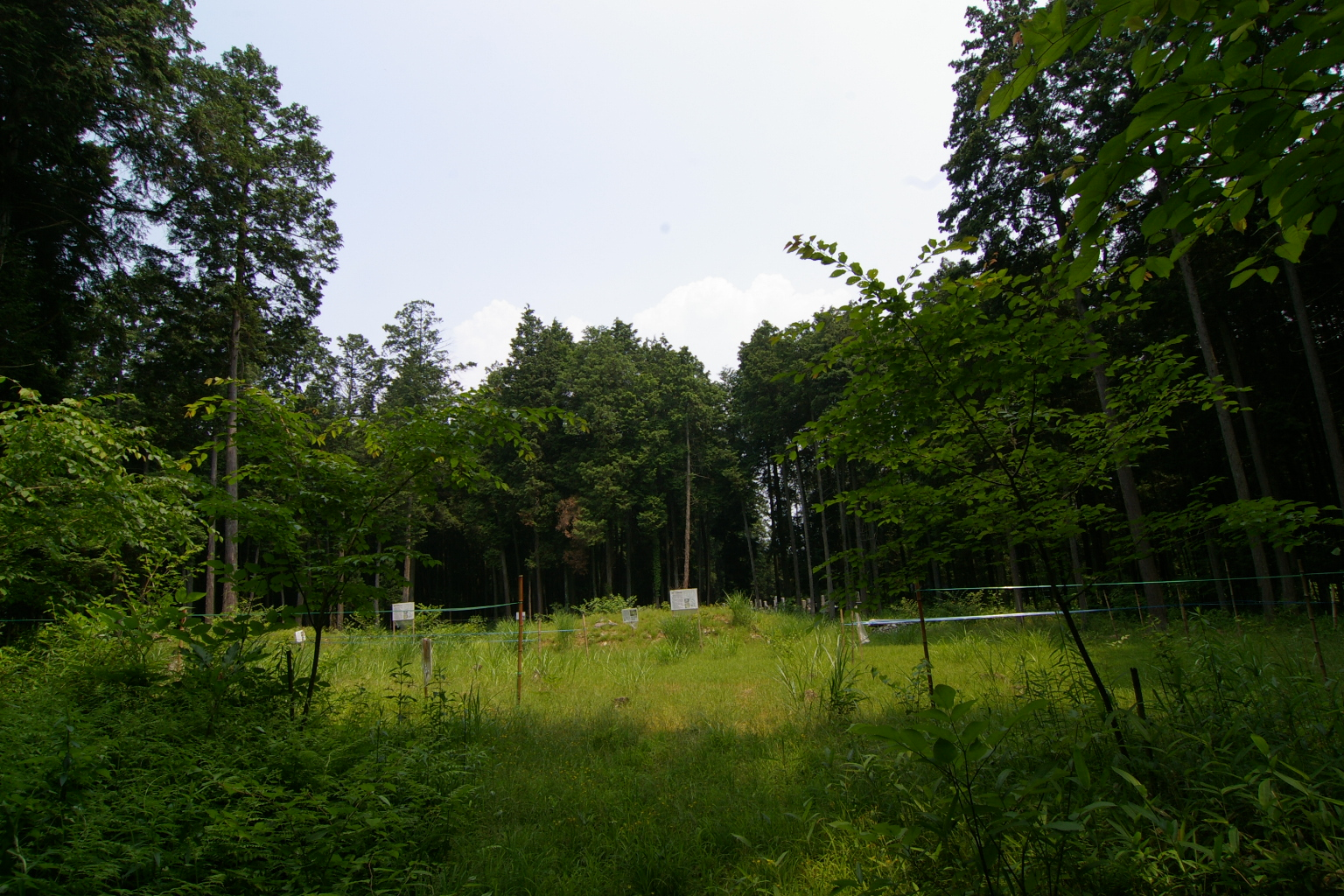
正家廃寺跡

正家廃寺（しょうげはいじ）は、かつての美濃国恵那郡あたる現在の岐阜県恵那市に存在した古代仏教寺院。廃寺。

## 所在地
岐阜県恵那市長島町正家字寺平

## 概要
恵那盆地の南縁の丘陵上に位置する、奈良時代 -平安時代の寺院跡である。地元では古くから当地に寺院跡があることが知られていた。
奈良時代に創建され、平安時代中期に廃絶したと考えられている。
法隆寺式伽藍配置の堂塔の遺構が残る。寺名が不明のため、正家廃寺と呼ばれている。
寺跡は昭和34年（1959年）に岐阜県指定史跡に指定され、その後平成13年（2001年）に国の史跡に指定された。
昭和52年（1977年）度から昭和54年（1979年）度まで恵那市教育委員会の委託により南山大学が、平成5年（1993年）度から平成11年（1999年）度まで恵那市教育委員会が、それぞれ発掘調査を行った結果、伽藍配置や寺域などの概要が把握された。
この寺の創建事情については文献資料がなく、詳細は不明であるが、出土土器からみて8世紀前半から中葉の創建と推測されている。昭和52年(1977年）からの発掘調査によって寺域は東西約110メートル、南北約70メートルの規模であることが確認された。
主要伽藍は寺域の西寄りにあり、西に塔、東に金堂、これらの北に講堂を配置する法隆寺式伽藍配置である。
塔・金堂・講堂の基壇は乱石積みで、上面の礎石の保存状況は比較的良好であるが、瓦が全く出土していないため屋根は瓦葺きではなかったことが判明した。
講堂の西側には経蔵とみられる方1間の小型の基壇建物跡が検出されている。
金堂は桁行3間、梁間2間の身舎の周囲に廂がつく三間四面の平面であるが、廂部分は桁行、梁間ともに3間で、身舎と廂の柱筋が合わず、廂柱は身舎柱に対して放射状に配置されるという特異なものである。このような柱配置の建物は現存する建築遺構にも発掘遺構にもみられず、飛鳥時代の玉虫厨子に類例があるにすぎない。
検出遺構の年代は前後の2時期に分けられる。8世紀末頃が前・後期の境とみなされ、9世紀後半に火災で衰退し、10世紀前半ころに完全に廃絶したとみられる。
前半期は掘立柱建物の回廊が主要堂塔を囲んでいたが、後半期は回廊にかわって築地となった。また、後半期には主要伽藍が位置する区画の東側にもう一つの区画が並置された。東西2つの区画は規模がほぼ同じであり、区画の南辺は位置を揃えて一直線となる。東側の区画内には掘立柱建物1棟と竪穴建物2棟が確認されている。鉄滓、フイゴなどが出土していることから、この区画には鍛冶場があったとみられる。
当寺の創建は、美濃国恵奈郡（恵那郡）の成立と関連するとみられる。
奈良県飛鳥池遺跡出土の木簡に「土岐評恵奈」とあることから（「評」は「郡」の意）、この木簡の書かれた677年の時点では恵奈郡がまだ成立していなかったことが明らかであり、同郡の成立は8世紀初め頃と推定されている。
当寺院跡は、遺構の残存状況が良好であり、付属施設を含めた寺域全体が良好に保存されている点が特筆される。出土遺物も豊富で、そのなかに三彩短頸壺、二彩浄瓶、鉄製風鐸などの特色ある遺物を含んでいる。上代仏教史および美濃国の歴史を知るうえで学術的価値の高い遺跡である。

## 船岡山　長興教寺
平安時代の元慶5年（881年）に天台宗の円珍の弟子覚源が観音堂を建立し直した船岡山　長興教寺という寺院がかつて存在していたが、応仁の乱の際に兵火で亡滅したという伝説があり「船岡山　長興教寺」以前に存在していた寺院ではないかという説もある。